# 葉廷芳
葉廷芳（？—？），福建侯官人，清朝政治人物。举人出身。
嘉庆二十四年署，擔任廣東廣州府永安縣知縣（現紫金縣知縣）。后由李繩光接任。